# Linux-HA
Linux-HA è l'acronimo di Linux High Availability, e consiste in una famiglia di tool e protocolli per creare infrastrutture informatiche ridondanti, prive di single point of failure, utilizzando il sistema operativo linux.
Le architetture HA prevedono l'impiego di cluster dove particolari algoritmi riescono a rilevare malfunzionamenti di un nodo, e replicarne o trasferirne i servizi presenti su un nodo efficiente. I protocolli possono essere di architettura master/slave, o peer-to-peer.

## Heartbeat
Heartbeat è uno strumento software del progetto Linux-HA che consente di monitorare il funzionamento di uno o più nodi di un cluster HA e stabilire comportamenti da adottare in caso di malfunzionamento di un nodo. Generalmente si occupa di spostare servizi, come ad esempio un server HTTP da nodo a nodo. Il software si comporta come un watchdog